# Афгедамде-Маас
Афгедамде-Маас (нидерл. Afgedamde Maas, «отделённый плотиной Маас») — бывший рукав реки Маас в нидерландской провинции Северный Брабант. Превращён в канал между Бергсе-Маас и Бовен-Мерведе. Посередине сооружён шлюз.
Исторически основное русло Мааса шло от Хёсдена к реке Амер, и далее — в эстуарий Холландс-Дип. Впоследствии оно заилилось, и в 1904 году параллельно ему был сооружён канал Бергсе-Маас (получивший название от имени города Гертрёйденберг), чтобы взять на себя его функции. В это же время другой основной рукав Мааса, отходивший у Хёсдена, был отделён плотиной (и с тех пор называется «Афгедамде-Маас» — «отделённый плотиной Маас»), в результате чего течение Мааса оказалось отделено от рукавов Рейна. Однако Маас всё-таки соединяется с Афгедамде-Маасом — благодаря каналу Хёсден.
От Хёсдена Афгедамде-Маас течёт на север, пока не сливается с рекой Ваал (основной рукав Рейна), образуя Бовен-Мерведе. Впоследствии часть Мерведе (Ньиве-Мерведе) вновь сливается с Бергсе-Маасом, образуя эстуарий Холландс-Дип; таким образом два рукава Мааса вновь соединяются вместе.